# معادلات نيوتن-أويلر
في الميكانيكا الكلاسيكية، تهتم معادلات نيوتن-أويلر بوصف الحركة الدورانية لجسم جاسئ (جسم صلب متناهي الأبعاد، تهمل في التشوهات)

تجمع معادلات نيوتن أويلر قوانين أويلر لحركة جسم صلب في معادلة واحدة من 6 عناصر، بوضع العناصر في صفوف وأعمدة المصفوفة. هذه القوانين تربط انتقال مركز ثقل الجسم الصلب عند تعرضة لقوى وعزم (أو أكثر من عزم).

## مركز الثقل
في النظام الإحداثي، يمكن تحديد موضع مركز الثقل لجسم ما باستخدام المعادلة التالية:
{\displaystyle \left({\begin{matrix}{\mathbf {F} }\\{\boldsymbol {\tau }}\end{matrix}}\right)=\left({\begin{matrix}m{\mathbf {I} _{3}}&0\\0&{\mathbf {I} }_{\rm {cm}}\end{matrix}}\right)\left({\begin{matrix}\mathbf {a} _{\rm {cm}}\\{\boldsymbol {\alpha }}\end{matrix}}\right)+\left({\begin{matrix}0\\{\boldsymbol {\omega }}\times {\mathbf {I} }_{\rm {cm}}\,{\boldsymbol {\omega }}\end{matrix}}\right),}
حيث:
F = هي القوى الكلية المؤثرة على مركز ثقل الجسم.
m = كتلة الجسم.
I3 = مصفوفة وحدة 3×3
acm = تسارع مركز الثقل.
vcm = سرعة مركز الثقل.
τ = العزم الكلي المؤثر على مركز الثقل.
Icm = عزم القصور الذاتي لمركز الثقل.
ω = السرعة الزاوية للجسم.
α = التسارع الزاوي للجسم.

## الإسناد
في النظام الإحداثي، عند وجود نقطة P على الجسم غير متزامنة مع مركز الثقل، تكون المعادلات أكثر تعقيدا:
{\displaystyle \left({\begin{matrix}{\mathbf {F} }\\{\boldsymbol {\tau }}_{\rm {p}}\end{matrix}}\right)=\left({\begin{matrix}m{\mathbf {I} _{3}}&-m[{\mathbf {c} }]^{\times }\\m[{\mathbf {c} }]^{\times }&{\mathbf {I} }_{\rm {cm}}-m[{\mathbf {c} }]^{\times }[{\mathbf {c} }]^{\times }\end{matrix}}\right)\left({\begin{matrix}\mathbf {a} _{\rm {p}}\\{\boldsymbol {\alpha }}\end{matrix}}\right)+\left({\begin{matrix}m[{\boldsymbol {\omega }}]^{\times }[{\boldsymbol {\omega }}]^{\times }{\mathbf {c} }\\{[{\boldsymbol {\omega }}]}^{\times }({\mathbf {I} }_{\rm {cm}}-m[{\mathbf {c} }]^{\times }[{\mathbf {c} }]^{\times })\,{\boldsymbol {\omega }}\end{matrix}}\right),}
حيث c هي مكان مركز تقل الجسم في الحالة العادية.
{\displaystyle [\mathbf {c} ]^{\times }\equiv \left({\begin{matrix}0&-c_{z}&c_{y}\\c_{z}&0&-c_{x}\\-c_{y}&c_{x}&0\end{matrix}}\right)\qquad \qquad [\mathbf {\boldsymbol {\omega }} ]^{\times }\equiv \left({\begin{matrix}0&-\omega _{z}&\omega _{y}\\\omega _{z}&0&-\omega _{x}\\-\omega _{y}&\omega _{x}&0\end{matrix}}\right)}
تعتبر هاتين المصفوفتين مصفوفة متماثلة منحرفة.
يمثل الطرف الأيسر للمصفوفة مجموع القوى والعزوم المؤثرة على الجسم.
يتم التعبير عن القوى الأساسية بالمصفوفة التالية:
{\displaystyle \left({\begin{matrix}m{\mathbf {I} _{3}}&-m[{\mathbf {c} }]^{\times }\\m[{\mathbf {c} }]^{\times }&{\mathbf {I} }_{\rm {cm}}-m[{\mathbf {c} }]^{\times }[{\mathbf {c} }]^{\times }\end{matrix}}\right),}
بينما يتم التعبير عن القوة الوهمية بالمصفوفة التالية:
{\displaystyle \left({\begin{matrix}m{[{\boldsymbol {\omega }}]}^{\times }{[{\boldsymbol {\omega }}]}^{\times }{\mathbf {c} }\\{[{\boldsymbol {\omega }}]}^{\times }({\mathbf {I} }_{\rm {cm}}-m[{\mathbf {c} }]^{\times }[{\mathbf {c} }]^{\times })\,{\boldsymbol {\omega }}\end{matrix}}\right).}

## التطبيق
يتم استخدام معادلات نيوتن-أويلر في وصف التركيبات الأكثر تعثيدا (متعددة الأشكال)، وتستخدم في وصف ديناميكيا الأجسام المتصلة بواسطة مفاصل عن طريق استخدام أكثر من مصفوفة.